# 레이자루이
레이자루이(중국어 정체자: 雷嘉汭, 병음: Léi Jīarùi, 한자음: 뇌가예, Regina Lei, 2000년 2월 5일 ~ )는 대만의 배우이다. 본명은 레이자나(雷嘉納)이다.

## 방송
- 바츠먼의 변호인
- 트웰브

## 영화
- 곡비